# Жан Грачик
Жан Грачик (фр. Jean Graczyk, 26 травня 1933 — 27 червня 2004) — французький велогонщик.
Срібний призер Олімпійських Ігор 1956 року в командній гонці переслідування.